# MFGE8
MFGE8 (англ. Milk fat globule-EGF factor 8 protein) – білок, який кодується однойменним геном, розташованим у людей на короткому плечі 15-ї хромосоми. Довжина поліпептидного ланцюга білка становить 387 амінокислот, а молекулярна маса — 43 123.
| 10         |  | 20         |  | 30         |  | 40         |  | 50         |
| ---------- |  | ---------- |  | ---------- |  | ---------- |  | ---------- |
| MPRPRLLAAL |  | CGALLCAPSL |  | LVALDICSKN |  | PCHNGGLCEE |  | ISQEVRGDVF |
| PSYTCTCLKG |  | YAGNHCETKC |  | VEPLGMENGN |  | IANSQIAASS |  | VRVTFLGLQH |
| WVPELARLNR |  | AGMVNAWTPS |  | SNDDNPWIQV |  | NLLRRMWVTG |  | VVTQGASRLA |
| SHEYLKAFKV |  | AYSLNGHEFD |  | FIHDVNKKHK |  | EFVGNWNKNA |  | VHVNLFETPV |
| EAQYVRLYPT |  | SCHTACTLRF |  | ELLGCELNGC |  | ANPLGLKNNS |  | IPDKQITASS |
| SYKTWGLHLF |  | SWNPSYARLD |  | KQGNFNAWVA |  | GSYGNDQWLQ |  | VDLGSSKEVT |
| GIITQGARNF |  | GSVQFVASYK |  | VAYSNDSANW |  | TEYQDPRTGS |  | SKIFPGNWDN |
| HSHKKNLFET |  | PILARYVRIL |  | PVAWHNRIAL |  | RLELLGC    |  |            |

A: Аланін

C: Цистеїн

D: Аспарагінова кислота

E: Глутамінова кислота

F: Фенілаланін

G: Гліцин

H: Гістидин

I: Ізолейцин

K: Лізин

L: Лейцин

M: Метіонін

N: Аспарагін

P: Пролін

Q: Глутамін

R: Аргінін

S: Серин

T: Треонін

V: Валін

W: Триптофан

Кодований геном білок за функцією належить до фосфопротеїнів. 
Задіяний у таких біологічних процесах, як клітинна адгезія, взаємодія хазяїн-вірус, ангіогенез, запліднення, альтернативний сплайсинг. 
Локалізований у мембрані.
Також секретований назовні.